# Юлиан Вучков
Юлиан Димитров Вучков е български есеист, публицист, театрален, литературен и телевизионен критик, доктор на науките. Създател, коментатор и водещ на редица телевизионни предавания. Дълго време погрешно наричан и самонаричащ се „професор“. От октомври 2012 г. – почетен професор на Университета по библиотекознание и информационни технологии, а от 2013 година – и на Университета за национално и световно стопанство.

## Биография
Юлиан Вучков е роден на 31 януари 1936 г. в град Варна. Негов полубрат от втория брак на майка му е Михаил Петров.
Завършва гимназия в Хасково и театрознание във ВИТИЗ през 1958 г. Защитава докторска дисертация в Института за литература при Българската академия на науките на тема „Българската драматургия (1878 – 1944)“.
Завежда кабинет по режисура в Творческия дом на актьора през 1959 – 1969, а от 1969 до 1990 е главен редактор на списание „Театър“.
Работи дълги години в Канал 1 (в предаването „Всяка неделя“), 7 дни ТВ, където създава рубриката „Храна за душата“ – предаване, посветено на проблемите и философията на човешкото съществуване. Първото си предаване „Ум робува, ум царува“ води по Канал 2001 в продължение на три години. От 2002 г. до 2007 г. той води предаването „Размисли и страсти“ по телевизия СКАТ. До февруари 2009 г. Вучков е водещ на предаването „Времена и нрави“ по телевизия ТВ2. Предаването е на живо, гостуващите музиканти свирят и пеят на живо, без плейбек или сингбек. Води рубрика „Посланията на Юлиан Вучков“ във „Вестник за жената“. В края на февруари 2009 г., Юлиан Вучков е отстранен от телевизия ТВ2, както и неговото предаване „Времена и нрави“ е свалено от ефир. Впоследствие е преместено в телевизия ББТ, където се излъчва за 4 месеца, а впоследствие напуска канала. Вучков продължава да работи в Нова телевизия в предаването „Здравей България“ като „Морален наблюдател“ един път седмично, в което 10 минути той дискутира относно морала в обществото. От 7 септември 2010 г. стартира предаването „Времена и нрави“ по телевизия „Канал 3“. През март 2012 г. напуска Канал 3 заради получени по-добри предложения от други телевизии.  През 2013 г. се подвизава в предаването „Гореща точка“ по ТВ 7. През март 2014 г. предаването му „Времена и нрави“ е преместено в телевизия Евроком.
През 2017 г. Евроком снима документалния филм за Юлиан Вучков „Студиото на живота“.
Юлиан Вучков е яростен критик на предаването „Господари на ефира“, наричайки го „плювалник на изключително прости хора“. През 2009 година счупва „Златния скункс“, връчен му от водещ на предаването.

## Произведения
Публикува за пръв път през 1965 г. Автор е на около 150 публикации в печата и на повече от 20 книги в областта на художествената култура и етиката. Има приблизително 150 участия в телевизионни предавания и 50 участия в Българското национално радио.
- „Живот с голяма и с малка буква“ (1965)
- „Есета и публицистични очерци“ (1965)
- „Театрални светове. Статии.“ (1968)
- „Човешки нрави“ (1. изд. 1975, 2. изд. 1979)
- „Изборът в живота“ (1981)
- „Българска драматургия 1944 – 1979“ (1981)
- „Българската драматургия 1878 – 1944“ (1983)
- „Изкуството да живеем“ (1984); „Искусство жить“, издадена в Москва
- „Театърът – реалност и магия“ (1986)
- „Сезоните на възрастта, или глад за обич“ (1988)
- „Българска драматургия 1856 – 1878“ (1989)
- „Телевизията – живот и чудо“ (1990)
- „Капризите на живота“ (1995)
- „Загадките на любовта“ (1996)
- „Кратка история на световната драматургия“ (1997, второ доп. издание 1998)
- „Върхове в историята на българската литература“ (1999)
- „Теория на художествената култура“ (2000)
- „Артмениджмънт“ (2002)
- „Човешкият свят, или храна за душата“ (2003)
- „Животът в България през моите спомени: Срещи с бележити хора“ (2005; ISBN 954-443-460-7)
- „Мемоари“ (2010)
- „България преди, днес и утре: Мемоарна история на страната (1944 – 2013)“ (2013)[8]

## Скандали и полемика
На 8 февруари 2011 г. гост в ефира на предаването „Времена и нрави“, чийто създател и водещ е Юлиан Вучков, е действащият премиер на България Бойко Борисов.
В рамките на предаването Вучков засяга множество разнообразни теми, сред които и видимостта на хората с друга сексуалност в обществото. Тази част от разговора той определя тематично като въпрос за „възхвала[та] на извратеностите“ и коментира критично европейските политики за равното третиране:
| „ | Да не говорим за това... възхвала на извратеностите. Аз знам за Европейския съюз, той е много деликатен тоя Европейски съюз, нали. Може да говориш против тия, които са нормалните мъже, нали, мъжаги дето се казва. Може да ги направиш на пестил, но не можеш да кажеш нито една дума за един гей, защото може да те осъдят. Да са живи и здрави гейовете – да работят, но те не могат да манифестират своята гейовщина по гаден начин. А това е вече в много телевизии, в много програми, в много концертни зали. Бойко, недей подценява това нещо. Това е атмосферата на нашия живот. | “ |

Борисов се включва в темата с твърдението, че членовете на ПП „ГЕРБ“ са „нормални“: „Слава Богу, още сме нормални. Така да продължиме, да не е на стари години да се окалпазаниме“.
Във връзка с тези изказвания ЛГБТ активистите Радослав Стоянов и Добромир Добрев сезират Съвета за електронни медии (СЕМ) и Комисията за защита от дискриминация (КЗД).
С решение от март 2012 г. КЗД установява тормоз и подбуждане към дискриминация в действията на Вучков като автор и водещ на предаването и му налага глоба в размер на 250 лв.  Вучков обжалва решението, което е отменено от Административен съд София–град. Това решение е потвърдено и от последната инстанция – Върховния административен съд.

## Награди
Юлиан Вучков е отличаван многократно с различни награди. През 1968 Съюзът на българските писатели (СБП) награждава книгата му „Театрални светове“, година по-късно получава втора награда за критика на Четвъртия национален преглед на българската драма и театър, а през 1980 трудът му „Българската драматургия 1944 – 1979“ е удостоен с наградата на Съюза на артистите в България, през 1984 г. същият труд бива отличен с Първа награда за критика на Шестия национален преглед на българската драма и театър.
През 1970 г. получава орден „Кирил и Методий“ I степен, пет години по-късно става лауреат на Димитровския комсомол за публицистичния си труд „Човешки нрави“. През 1977 г. става Заслужил деятел на културата, а през 1983 г. – Народен деятел на изкуството и културата. През 1986 г. е удостоен с орден „Народна република България“ I степен, а през 1998 г. Съюзът на българските писатели отличава книгата му „Кратка история на световната драматургия“ с наградата за литературна история и критика.
През май 2006 г. Вучков получава награда за цялостно творчество от Съюза на българските писатели.
През април 2007 г. Юлиан Вучков бива удостоен с високата награда за цялостно творчество „Златната муза“; специално отличени биват трудовете му „Кратка история на световната драматургия“ и „Теория на художествената култура“.

## Смърт
Юлиан Вучков умира на 83 години на 22 септември 2019 г., в резултат на сърдечен удар, във Военномедицинска академия в София.